# Hernando de Valladares

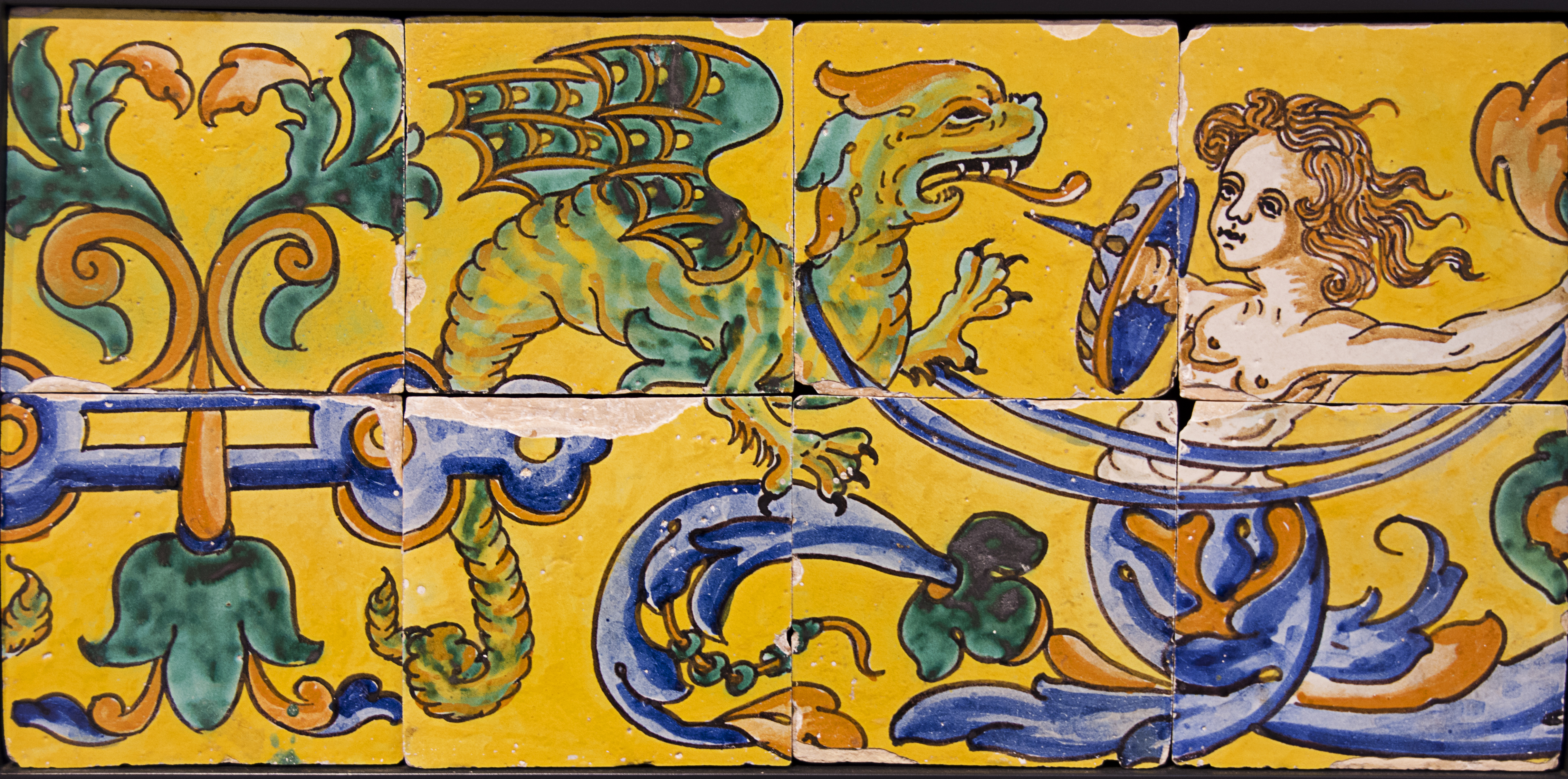
Detalle de azulejos de zócalos pintados, de Hernando de Valladares, elaborados hacia 1600. Centro Cerámica Triana.

Hernando de Valladares fue un ceramista español, con taller en el barrio de Triana, en Sevilla, que se mantuvo activo entre 1589 y 1631 y que realizó azulejos para las construcciones más destacadas de Sevilla de su época.
Hernando de Valladares pertenecía a una familia de ceramistas del barrio de Triana, cuyo taller inició su padre, Juan de Valladares, nacido en el pueblo de Aznalcázar, que había contraído matrimonio en 1553 con María Díaz y que estableció su taller de loza y cerámica en Triana, Sevilla. Hernando fue el continuador del taller familiar. Se sabe que contrajo matrimonio en 1595 y que tuvo dos hijos Hernando y Benito que continuaron el taller cerámico.
El taller de Hernando de Valladares y su hijo acaparó gran parte de la demanda de iglesias y arquitectura civil de la ciudad de Sevilla desde finales del siglo XVI. Igualmente exportó su producción a otras ciudades españolas. Sus azulejos decoran también varios conventos de Lima y México. Su estilo supone una continuación de la obra de Cristóbal de Augusta. Aunque no se conoce que existieran vínculos entre ambos talleres, los lazos estilísticos son claros.
Otros ceramistas miembros posteriores de esta familia son Benito Valladares, que realízó entre 1645-46 los azulejos del Cenador del León del Alcázar de Sevilla y Francisco Valladares, que en 1675 también realizó trabajos para el Alcázar.

## Obra

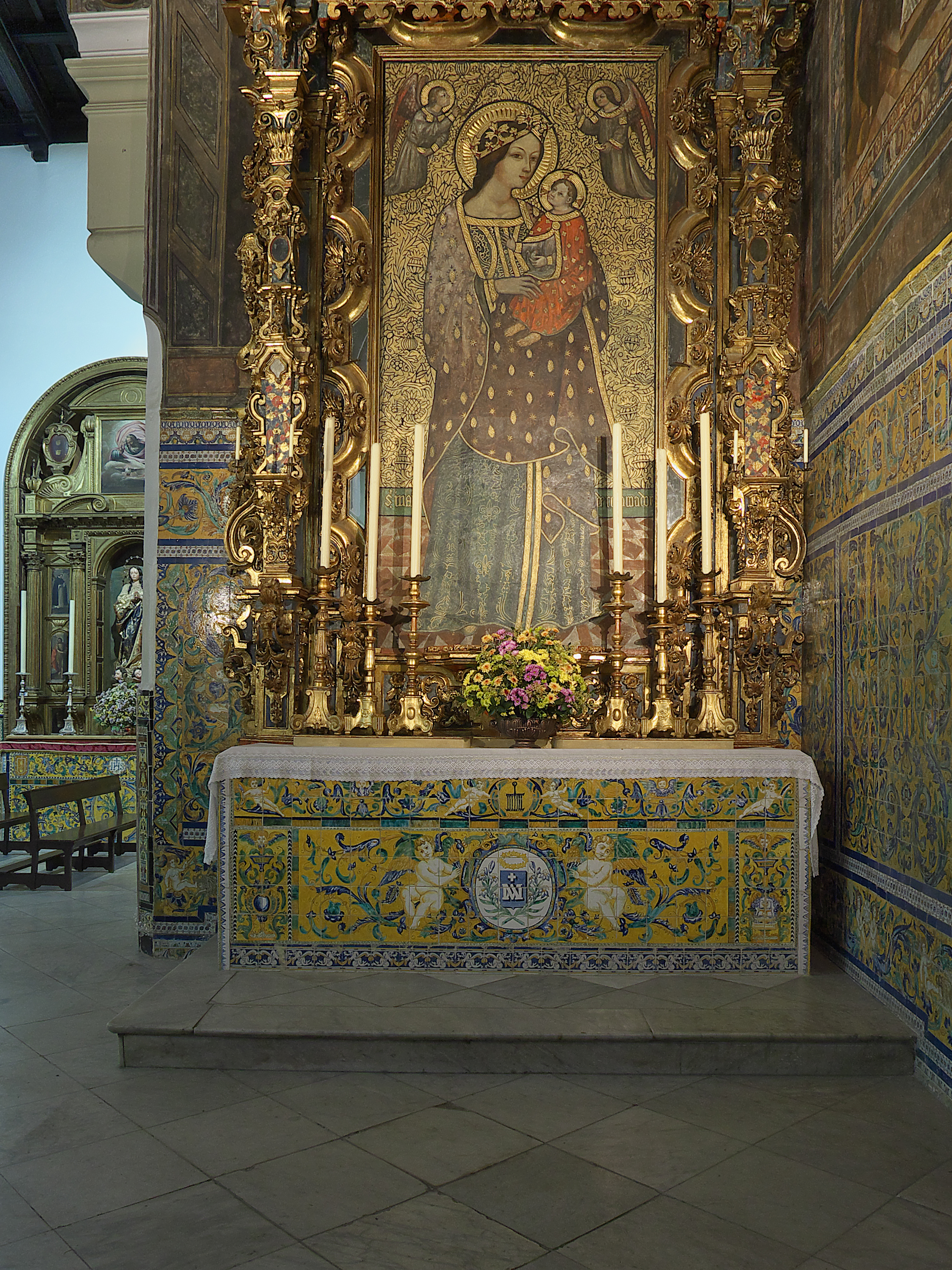
Capilla Rocamador de la iglesia de San Lorenzo de Sevilla, cuya azulejería es obra de Hernando de Valladares.

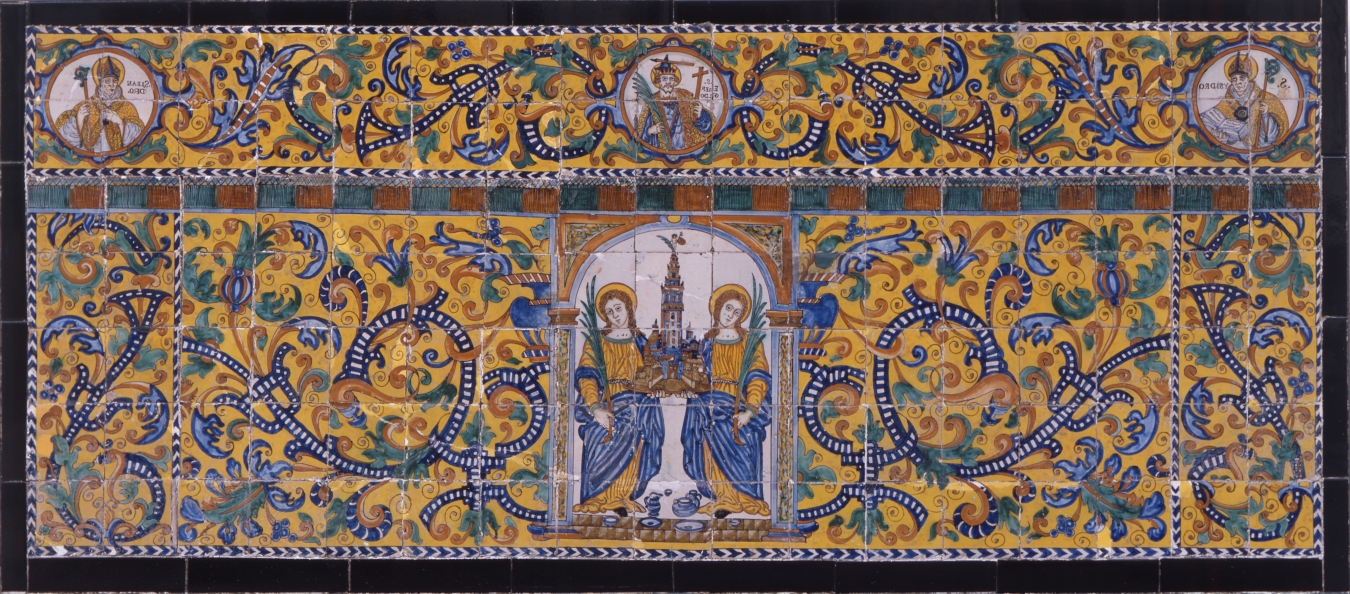
Santas Justa y Rufina. Museo de Bellas Artes de Sevilla, procedente del antiguo convento de la Asunción de Sevilla.

Catálogo de las obras del taller de Hernando de Valladares, que corresponden al trabajo tanto de Hernando de Valladares (padre) como al de su hijo que continuó su actividad y taller con el mismo nombre.
| Obra                                                                                    | Fecha            | Emplazamiento actual                                |
| --------------------------------------------------------------------------------------- | ---------------- | --------------------------------------------------- |
| Zócalos de la iglesia del Convento de Santa María de Jesús (Sevilla)                    | 1589             |                                                     |
| Zócalos de la iglesia del convento de Santa Inés (Sevilla)                              | -                |                                                     |
| Zócalos de la iglesia de Santo Domingo (Sanlúcar de Barrameda)                          | 1594             |                                                     |
| Capilla de Álvaro Ponce de León de la iglesia de San Vicente (Sevilla)                  | 1602             |                                                     |
| Capillas de los Maestre y los Villalpando de la iglesia de San Isidoro (Sevilla)        | 1609             |                                                     |
| Capillas de Rocamador y capilla de las Animas den la iglesia de San Lorenzo (Sevilla)   | 1609             |                                                     |
| Pavimento del balcón del Salón alto del Apeadero                                        | 1609             | Real Alcázar de Sevilla                             |
| Azulejos para el jardín de las damas                                                    | 1610             | Real Alcázar de Sevilla                             |
| Capilla de la Divina Pastora de la iglesia de San Martín (Sevilla)                      | 1614             |                                                     |
| Conjunto procedente del convento de San Pablo                                           |                  | Museo de Bellas Artes de Sevilla                    |
| Paño de azulejos procedente del convento de Regina Angelorum                            |                  | Museo de Bellas Artes de Sevilla                    |
| Paño de azulejos del Monasterio de Santa Paula (Sevilla)                                | 1617-1631        |                                                     |
| Altar mayor de la iglesia del Convento de Santa Clara (Sevilla)                         | 1622             |                                                     |
| Frontal de Altar de las Santas Justa y Rufina procedente del Convento de la Asunción    | Posterior a 1598 | Museo de Bellas Artes de Sevilla                    |
| Pavimentos para la Catedral de Córdoba                                                  | 1606             | Desaparecido                                        |
| Panel de Santo Domingo y de Alberto Magno procedentes del Convento de Regina Angelorum  | Posterior a 1622 | Museo de la Hispanic Society of America             |
| Paneles y altar frontal del monasterio de Santo Domingo y San Francisco, en Lima (Perú) | 1604 - 1620      |                                                     |
| Panel de la Virgen del Carmen                                                           |                  | Convento de San José del Carmen (Sanlúcar la Mayor) |
| Panel de la Inmaculada Concepción                                                       |                  | Convento de las Clarisas de Marchena                |